# Lucio Burbuleyo Optato Ligariano
Lucio Burbuleyo Optato Ligariano (en latín: Lucius Burbuleius Optatus Ligarianus, ¿?- † c. 142) fue un senador romano de finales del siglo I y principios del siglo II, que desarrolló su carrera bajo los emperadores Trajano, Adriano y Antonino Pío.

## Carrera
Originario de la colonia Minturnae (Minturno, Italia), en la regio I de Italia, cuya carrera conocemos a través de una inscripción honoraria  de su patria chica, cuyo desarrollo es el siguiente:

L(ucio) Burbuleio L(uci) f(ilio) Quir(ina) 

Optato Ligariano 

co(n)s(uli) sodal(i) Aug(ustali) leg(ato) Imperat(oris) 

Antonini Aug(usti) Pii pro pr(aetore) prov(inciae) 4 

Syriae in quo honor(e) decessit leg(ato) 

eiusdem et divi Hadriani pro pr(aetore) prov(inciae) 

Cappad(ociae) cur(atori) oper(um) locor(um)q(ue) publ(icorum) praef(ecto) 

aerar(ii) Saturn(i) proco(n)s(uli) Sicil(iae) logiste 8 

Syriae legat(o) leg(ionis) XVI Fl(aviae) Firm(ae) cur(atori) rei p(ublicae) 

Narbon(ensium) item Anconitanor(um) item 

Tarricin(ensium) curat(ori) viar(um) Clodiae Cassiae 

Ciminae pr(aetori) aed(ili) pl(ebis) q(uaestori) Ponti et Bithyn(iae) 12

trib(uno) laticl(avio) leg(ionis) IX Hispan(ae) IIIvir(o) < c = K  >apit(ali)

patr(ono) col(oniae) 

Rasinia Pietas nutr(ix) filiar(um) eius 

s(ua) p(ecunia) p(osuit) l(ocus) d(atus) d(ecreto) d(ecurionum) 16

Su cursus honorum empezó como triunvir capitalis dentro del vigintivirato a finales del imperio de Trajano, para pasar inmediatamente a ser tribuno laticlavio de la Legio IX Hispana en su base de Eburacum (York, Reino Unido), en la provincia Britania. 
A comienzos del imperio de Adriano, fue  nombrado cuestor y asignado como tal al procónsul de la provincia Bitinia y Ponto. De vuelta a Roma, fue nombrado sucesivamente Edil plebeyo y Pretor, lo que le permitió a continuación desempeñar los cargos de curator de las vías Clodia, Casia y Cimina y un poco más tarde de las ciudades portuarias Narbona en el mediterráneo, Ancona en el Adriático y Terracina en el Tirreno.
Hacia 126, fue enviado a la provincia romana de Siria como legado de la Legio XVI Flavia Firma, con base en Samosata (Sansat, Turquía) y a continuación logista o inspector financiero de las ciudades de la misma provincia. Hacia 130-131, fue nombrado procónsul de la provincia senatorial Sicilia, para volver a Roma entre 132 y 134 como prefecto del Aerarium Saturni, el  tesoro de la República romana.
Como premio a sus servicios, fue designado consul suffectus para el nundinum de marzo a junio de 135. Al año siguiente, fue designado curator operorum publicorum, encargado de velar sobre las obras públicas de la Urbe y fue admitido como sodal Augustalis en el culto imperial.
En 137, Adriano lo nombró gobernador de la provincia Capadocia, en la que permaneció hasta 139-140, cuando Antonino Pío lo designó gobernador de la provincia Siria, falleciendo durante el desempeño de este cargo, hacia 142.
En un momento indeterminado de su carrera, el ordo decurionis de Minturno, su lugar de origen, le nombró su patrón.

## Familia y descendencia
La inscripción que desarrolla su carrera en Minturno le fue dedicada, con permiso del ordo decurional de la colonia, por la nodriza de sus hijas Rasinia Pietas, por lo que estuvo casado con una mujer de nombre desconocido, con la que tuvo un hijo fallecido a los 28 años y enterrado en Miturno, y, al menos, una hija, casada con Marco Mesio Rusticiano Emilio Lépido Julio Celso Balbino Arrio Próculo, natural del municipio Salpensa, hijo de Marco Emilio Papo, su colega en el consulado de 135.